# Anopheles majidi
Anopheles majidi este o specie de țânțari din genul Anopheles, descrisă de Young și Majid în anul 1928. Conform Catalogue of Life specia Anopheles majidi nu are subspecii cunoscute.